# Amphichondrius laevis
Amphichondrius laevis är en ormstjärneart som beskrevs av Rudolf Christian Ziesenhenne 1940. Amphichondrius laevis ingår i släktet Amphichondrius och familjen trådormstjärnor. Inga underarter finns listade i Catalogue of Life.